# Cantone di Antibes-2
Il Cantone di Antibes-2 è una divisione amministrativa dell'arrondissement di Grasse.
È stato costituito a seguito della riforma approvata con decreto del 24 febbraio 2014, che ha avuto attuazione dopo le elezioni dipartimentali del 2015.

## Composizione
Fino al 2014 aveva il nome di cantone di Antibes-Centre. Comprende una parte della città di Antibes.